# 케일리 쿼코
케일리 크리스틴 쿼코(Kaley Christine Cuoco, 영어 발음: /ˈkwoʊkoʊ/, 1985년 11월 30일 ~ )는 미국의 배우이다. 6살 나이인 1992년 영화 《퀵샌드: 노 이스케이프》로 연기를 시작했다. 시트콤 《빅뱅 이론》의 페니 역으로 잘 알려져 있다.

## 출연 작품

### 영화
- 퀵샌드: 노 이스케이프 (1992, Quicksand: No Escape)
- 가상현실 (1995)
- 웨딩 소나타 (1997)
- 13번째 여인 (2005)
- 바니 버디 (2011)
- 더 웨딩 링거 (2015)
- 앨빈과 슈퍼밴드: 악동 어드벤처 (2015)
- 와이 힘? (2016)
- 맨 프롬 토론토 (2022)
- 롤 플레이 (2024) - 에마 브래켓 역 (제작)

### 텔레비전
- 레이디스 맨 (2000-01) - 보니 스타일스 역
- 아빠는 연애코치 (2002-05) - 브리짓 헤너시 역
- 브랜디와 미스터 위스커스 (2004-06) - 브랜디 해링턴 역 (목소리)
- 브랏츠 (2005-06) - 커스티 스미스 역 (목소리)
- 참드 (2005-06) - 빌리 젱킨스 역
- 빅뱅 이론 (2007-19) - 페니 역
- 영 쉘든 (2019) - 목소리 출연
- 할리 퀸 (2019-현재) - 할리 퀸젤 박사 / 할리 퀸 역 (목소리)
- 플라이트 어텐던트 (2020-22) - 캐시 보든 역